# Bassisters Orchestra
Bassisters Orchestra – polska supergrupa założona w 1997 r. przez Wojtka Mazolewskiego. Muzyka grupy oscyluje wokół transowych improwizacji inspirowanych jazzem z dodatkiem wokalizy.
Od 2008 roku brak jest doniesień o działalności zespołu.

## Dyskografia
Albumy studyjne
| Tytuł       | Dane dot. albumu                                  | Pozycja na liście |
| Tytuł       | Dane dot. albumu                                  | POL               |
| ----------- | ------------------------------------------------- | ----------------- |
| Numer jeden | - Data: 26 czerwca 2006 - Wydawca: Asfalt Records | 46                |

Albumy koncertowe
| Tytuł            | Dane dot. albumu                                |
| ---------------- | ----------------------------------------------- |
| Live at Wrzeszcz | - Data: 2 lutego 2004 - Wydawca: Asfalt Records |

Bootleg
| Tytuł                                | Dane dot. albumu      |
| ------------------------------------ | --------------------- |
| Sesja w Akademii Muzycznej w Gdańsku | - Data: 12 lipca 2001 |